# Francesco Paolo Frontini

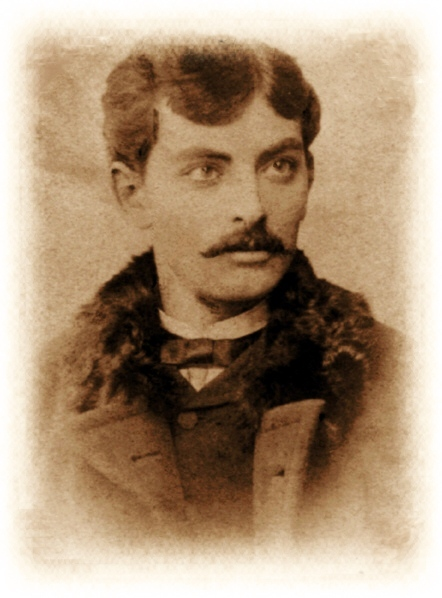
Francesco Paolo Frontini

Francesco Paolo Frontini (* 6. August 1860 in Catania; † 28. Juli 1939 ebenda) war ein italienischer Komponist.

## Leben
Frontini erhielt seinen ersten Musikunterricht von seinem Vater, dem Dirigenten und Komponisten Martino Frontini. Er studierte dann am Konservatorium von Palermo bei Pietro Platania und am Konservatorium von S. Pietro a Majella in Neapel bei Lauro Rossi. Als erstes Werk wurde sein Qui tollis 1875 in der Kathedrale von Catania unter Leitung von Pietro Antonio Coppola uraufgeführt. Nach verschiedenen kammermusikalischen Werken (u. a. einem Streichquartett, 1879) folgte 1880 als zweites Orchesterwerk die Ouverture Spartaco.
Im Folgejahr wurde am Teatro Communale von Catania Frontinis erste Oper Nella (nach einem Libretto von Enrico Golisciani) uraufgeführt(der noch im gleichen Jahr die Oper Aleramo). Als Auftragswerk der Stadt Catania entstand zum Fest der Heiligen Agata 1883 das Oratorium Sansone e Dalila. 1883 veröffentlichte Frontini bei Ricordi die Sammlung sizilianischer Volkslieder Eco di Sicilia.
Im Jahr 1888 komponierte Frontini die Grande messa da requiem, bevor er 1889 zur Oper zurückkehrte. In diesem Jahr wurde in Palermo Don Bucefalo uraufgeführt. Die im gleichen Jahr entstandene Oper Il galeotto blieb ungespielt. Eine neue Sammlung sizilianischer Lieder erschien im Folgejahr unter dem Titel Natale siciliano. Die ebenfalls 1890 entstandene Oper Fatalità wurde nicht aufgeführt. 1893 komponierte er seine erfolgreichste Oper Malia nach einem Libretto des Schriftstellers Luigi Capuana. Das Werk wurde u. a. am Teatro Brunetti in Bologna, am Teatro Pacini in Catania (1894), am Teatro Alhambra in Mailand (1895) und an den Opernhäusern in Syrakus und Trapani gespielt.
1898 wurde sein lyrisches Gedicht Medioevo nach Lucio Costanzo für Gesang und Klavier am Teatro dei Fiorentini in Neapel aufgeführt, 1899 erschien es bei Ricordi im Druck. Frontinis letzte Oper Il Falconiere (nach Leopoldo Marenco) wurde 1899 mit Erfolg in Catania aufgeführt. Danach kehrte er mit Werken wie Intermezzo (1904), Marcia trionfale (1907) und dem Idillo (1912) zur Instrumentalmusik zurück. In seinen späten Jahren erschienen eine weitere Sammlung sizilianischer Lieder Ciuscinà (1928) und die Canti religiosi del popolo siciliano (1938).